# Anstrengung

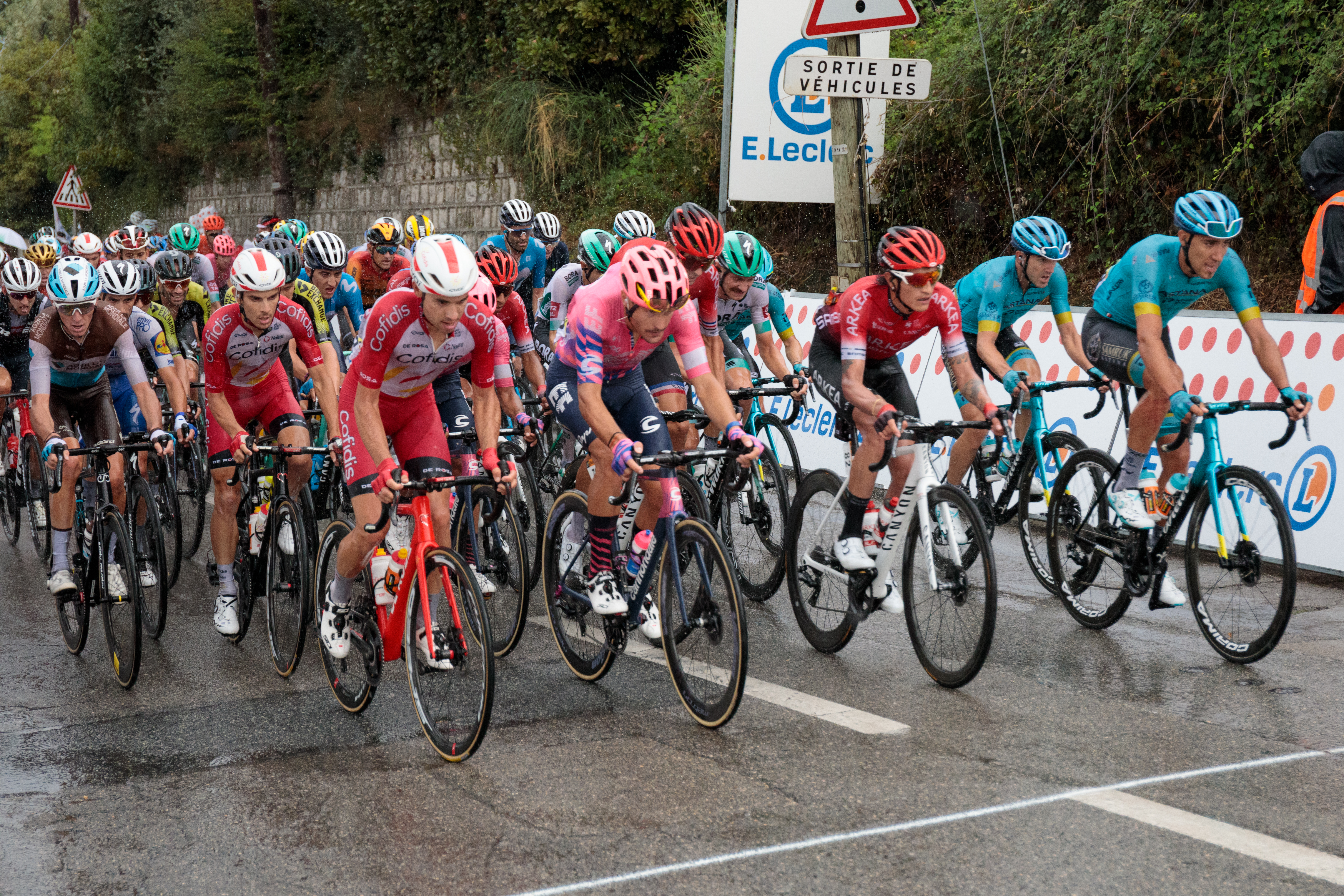
Die Anstrengung bei der Tour de France 2020 am Berg auf nassem Asphalt ist den Sportlern buchstäblich anzusehen

Anstrengung (oder Mühe; englisch effort) ist in der Psychologie und in der Physiologie der Grad der Arbeitsschwere und Arbeitsbelastung, der bei Tätigkeiten von Menschen erlebt wird.

## Allgemeines
Als Belastung werden objektive, von außen auf den Menschen einwirkende Faktoren wie beispielsweise Lärm, Zeitdruck oder widersprüchliche Erwartungen an Mitarbeiter bezeichnet. Unter Beanspruchung versteht man die subjektiven Folgen dieser Belastungen, die sich in sowohl als physische (z. B. Beanspruchung des Herz-Kreislaufsystems, der Muskulatur usw.) als auch psychische Beanspruchung (z. B. Beanspruchung der Aufmerksamkeit, des Gedächtnisses) unterteilen lassen.
Anstrengung ist die mentale und/oder physische Energie, die in eine Aufgabe investiert wird. Muss die Anstrengung über einen längeren Zeitraum ausgedehnt werden, wird sie als belastender empfunden. Die Ausprägung der Anstrengung zeigt die Stärke der Motivation an, mit der gehandelt wird. Bei großer Motivation ist die Anstrengung hoch und umgekehrt.
Der Ansporn ist das Motiv für eine Anstrengung.

## Arten
Generell kann zwischen geistiger und körperlicher Anstrengung unterschieden werden:
- Geistige Anstrengung: wird vorwiegend im Bildungswesen und im Dienstleistungssektor mit überwiegendem Einsatz des Denkens geleistet.
- Körperliche Anstrengung: wird überwiegend durch vorwiegende Muskelanstrengung in der Produktionswirtschaft und im Sport geleistet.

Beide sind nicht voneinander zu trennen: Es gibt vorwiegend geistige Arbeit mit körperlicher Anstrengung und überwiegend körperliche Arbeit, die auch geistige Anstrengung erfordert.
Menschliche Anstrengungen gibt es in allen Lebenslagen, während der Arbeitszeit (Arbeitsbelastung) und Freizeit (Haus- und Familienarbeit, Hobby), in Schule oder im Sport. Anstrengungen sollen neben Antrieb und Motivation helfen, Aufgaben und persönliche Ziele zu erfüllen.

## Arbeit
Arbeit ist der auf wirtschaftliche Zielsetzung ausgerichtete Einsatz psycho-physischer Anstrengungen. Obwohl der Arbeitseinsatz meist mit Hilfe der Arbeitszeit gemessen wird, kommt es eher auf die Arbeitsleistung an – gemessen mit dem Arbeitsergebnis. Abhängig von der jeweiligen Arbeitsmotivation, Leistungsdisposition und Anstrengung der Arbeitskraft ist die Arbeitsleistung Schwankungen unterworfen (siehe Arbeitskurve). Anstrengungen haben insbesondere bei der Schwerarbeit und Schichtarbeit eine Arbeitsbelastung und Arbeitsleid zur Folge.
Die geistige Anstrengung bei Entscheidungsträgern beruht auf kognitiven Entscheidungsprozessen (Deduktion, Logik, Problemlösen, Urteilen). Dabei basiert der eigentliche Entscheidungsprozess in der Transformation des Problems des Ausgangszustands unter Berücksichtigung von Präferenzen und Zielen in einen Endzustand.
Anstrengung wird bei der Arbeit eingesetzt, um die Unternehmensziele erfüllen zu können.

## Sport
Sport wird je nach Situation einerseits im Rahmen von Anstrengung im Sinne von körperlicher Aktivität, Leistung oder Training und Erholung in der Bedeutung von Entspannung und andererseits im Rahmen von Gesundheit und Gesundheitsgefährdung bestimmt. Anstrengungen sind im Freizeitsport, Leistungssport und Hochleistungssport bei der direkten Konfrontation mit dem Gegner erforderlich. Auch hier gibt es Sportarten mit überwiegender körperlicher (Ballsport, Boxkampf) oder geistiger Anstrengung (Schach). Anstrengender Sport führt zu einer negativen Energiebilanz: Die Muskulatur benötigt mehr Energie, als die Mitochondrien zur Verfügung stellen können. Das System bereitet sich auf die nächste körperliche Anstrengung vor, es will besser dastehen als zuvor, so dass Training zu einer besseren Energieherstellung führt.
Anstrengung wird im Sport eingesetzt, um einen Sieg im Wettkampf erringen zu können.

## Messung
Die durch Anstrengung entstehende Arbeitsschwere kann gemessen werden. Messgröße ist der Leistungsumsatz (PAL-Einheit; englisch Physical Activity Level), wodurch folgende Unterscheidungen möglich sind:
| PAL-Faktor | Tätigkeit                                                           | Beispiele                                                 |
| ---------- | ------------------------------------------------------------------- | --------------------------------------------------------- |
| 0,95       | Schlaf                                                              | Nachtruhe                                                 |
| 1,2        | Sitzen oder Liegen                                                  | Lesen, Fernsehen, alte oder gebrechliche Personen         |
| 1,4 – 1,5  | überwiegend Sitzen                                                  | Schreibtischarbeit                                        |
| 1,6 – 1,7  | überwiegend Sitzen, mit zusätzlichen stehenden/gehenden Tätigkeiten | Kraftfahrer, Laboranten, Studenten                        |
| 1,8 – 1,9  | überwiegend stehende/gehende Tätigkeiten                            | Handwerker, Kellner, Verkäufer                            |
| 2,0 – 2,4  | körperlich anstrengende berufliche Tätigkeiten                      | Bergleute, Hochleistungssportler, Landwirte, Waldarbeiter |

1 PAL entspricht dem Grundumsatz. Höhere PAL-Faktoren erfordern Aktivitäten wie Sitzen, Stehen, Gehen oder Laufen.

## Erfolg und Misserfolg
In der Attribuierungsforschung ist die Anstrengung die innere Ursache von Erfolg und Misserfolg.
| Stabilität      | internale Lokation    | externale Lokation                           |
| --------------- | --------------------- | -------------------------------------------- |
| stabil variabel | Fähigkeit Anstrengung | Aufgabenschwierigkeit Umweltzustände, Zufall |

Die Lokation unterscheidet zwischen internaler und externaler Attribution, je nachdem, ob die Ergebnisse des Handelns auf innere Bedingungen zurückgeführt werden (Fähigkeiten/Anstrengungen) oder auf äußeren Bedingungen wie Aufgaben oder ungünstiger Lichtverhältnisse beruhen. Hieraus lässt sich formal ableiten, dass ein Handlungsergebnis {\displaystyle H} eine Funktion {\displaystyle f} von Anstrengung {\displaystyle A}, Fähigkeit {\displaystyle F}, Schwierigkeit {\displaystyle S} und Zufall {\displaystyle Z} darstellt:
{\displaystyle H=f[(A\cdot F)+(S+Z)]},
wobei {\displaystyle \cdot } eine multiplikative und {\displaystyle +} eine additive Verknüpfung darstellt. Die Personalstärke ist null, wenn {\displaystyle A\cdot F=0}. 	
Fähigkeit und Anstrengung sind wichtige Erklärungskonzepte, die der Mensch benutzt, um Erfolge oder Misserfolge zu erklären. So kann etwa der Misserfolg bei der Lösung einer Aufgabe darauf zurückgeführt werden, dass eine Person über geringe Fähigkeiten verfügt oder sich wenig angestrengt hat; beim Erfolg entsprechend umgekehrt. Schließlich lassen sich Erfolge oder Misserfolge mit dem Verweis auf Glück oder Pech erklären (Zufall). Fähigkeit und Anstrengung sind internale Ursachen, Schwierigkeit und Zufall externale, Fähigkeit und Schwierigkeit sind stabile Ursachen, Anstrengung und Zufall variable Ursachen. Erfolgsmotivierte Personen führen ihre Erfolge eher auf eigene Begabung und Misserfolge auf mangelnde Anstrengung zurück, Misserfolgsmotivierte verbinden dagegen ihre Erfolge mit dem Zufall, Misserfolge mit mangelnder Begabung.

## Yerkes-Dodson-Gesetz
Wendet man das Yerkes-Dodson-Gesetz an, steigt mit wachsender Anstrengung zunächst die Leistung an, nimmt aber nach Erreichen des Leistungsmaximums trotz weiter steigender Anstrengung wieder ab. Bei einfachen Aufgaben steigt die Leistung eher linear mit zunehmender Anstrengung an. Ist das Leistungsmaximum erreicht, so ist auch das Antrengungsmaximum erreicht. Bei komplexen Aufgaben hingegen zeigt sich eher die zuvor beschriebene lineare Beziehung.

## Sonstiges
Die Überanstrengung oder Strapaze (aus italienisch strapazzo, „Überanstrengung“) ist eine exzessive Übernutzung, die in Japan bei Arbeitsüberlastung als Karōshi bezeichnet wird und zum Herzinfarkt führen kann.